# Nederlandse kampioenschappen atletiek 1939
De Nederlandse kampioenschappen atletiek 1939 werden op 29 en 30 juli gehouden in het Stadion Feijenoord te Rotterdam.

Het werd geen succes, aldus de NRC: 
propagandistische waarde heeft deze (eerste, red.) avond niet gehad. Naar schatting woonden slechts een tweehonderdtal toeschouwers den strijd op deze nummers bij en de geleverde prestaties waren aan de belangstelling evenredig. Zij waren middelmatig en daarvan is de toestand van de sintelbaan niet weinig debet." Het onderdeel hink-stap-springen kon geen doorgang vinden, omdat de aanloop te slecht was. Een dag later kopte de krant met: "Het publiek bleef weg - sterke sprinters lieten verstek gaan - de sintelbaan geleek een ruiterpad.
Het enige Nederlandse record dat werd verbeterd, kwam voor rekening van Frits de Ruijter, die op de 1500 m 3.56,0 liet noteren.
Om het kampioenschap hink-stap-springen werd vervolgens op 13 augustus 1939 gestreden, tijdens de interland tegen Frankrijk, in het Olympisch Stadion in Amsterdam.
De 200 m horden werd een week later, op 20 augustus 1939, verwerkt op de sintelbaan in Amsterdam tijdens de wedstrijden om de Prinses Julianabeker.

## Uitslagen

### 100 m
| rang   | atleet            | prestatie |
| ------ | ----------------- | --------- |
| Goud   | Wil van Beveren   | 11,0 s    |
| Zilver | Heinz Baumgarten  | 11,1 s    |
| Brons  | Jan Grijseels jr. |           |

### 200 m
| rang   | atleet            | prestatie |
| ------ | ----------------- | --------- |
| Goud   | Wil van Beveren   | 21,7 s    |
| Zilver | Heinz Baumgarten  | 21,9 s    |
| Brons  | Jan Grijseels jr. | 22,0 s    |

### 400 m
| rang   | atleet          | prestatie |
| ------ | --------------- | --------- |
| Goud   | Karl Baumgarten | 48,7 s    |
| Zilver | Anton Blok      | 50,1 s    |
| Brons  | Klaas Peereboom | 52,3 s    |

### 800 m
| rang   | atleet        | prestatie |
| ------ | ------------- | --------- |
| Goud   | Sjabbe Bouman | 1.59,6    |
| Zilver | N. Wernink    | 2.00,4    |
| Brons  | Chr. Nauta    | 2.00,8    |

### 1500 m
| rang   | atleet           | prestatie |
| ------ | ---------------- | --------- |
| Goud   | Frits de Ruijter | 3.56,0    |
| Zilver | Henk Kalkman     | 4.05,5    |
| Brons  | De Bruin         | 4.08,1    |

### 5000 m
| rang   | atleet       | prestatie |
| ------ | ------------ | --------- |
| Goud   | Dé Slegt     | 16.02,6   |
| Zilver | P. Kruze     | 16.15,4   |
| Brons  | Joop Walther | 16.20,2   |

### 110 m horden
| rang   | atleet           | prestatie |
| ------ | ---------------- | --------- |
| Goud   | Jan Brasser      | 15,0 s    |
| Zilver | Louis Hagedoorn  | 16,1 s    |
| Brons  | J.J.W van Loozen | 16,3 s    |

### 200 m horden*
| rang   | atleet           | prestatie |
| ------ | ---------------- | --------- |
| Goud   | Louis Hagedoorn  | 25,8 s    |
| Zilver | Adam             | 27,1 s    |
| Brons  | Flip van Leeuwen | 27,1 s    |

### 400 m horden
| rang   | atleet          | prestatie |
| ------ | --------------- | --------- |
| Goud   | Wim Bührmann    | 57,4 s    |
| Zilver | Adam            | 59 s      |
| Brons  | Louis Hagedoorn |           |

### Verspringen
| rang   | atleet              | prestatie |
| ------ | ------------------- | --------- |
| Goud   | Henk van der Toolen | 6,98 m    |
| Zilver | Nol Wellerdieck     | 6,91 m    |
| Brons  | Co Houtman          | 6,78 m    |

### Hink-stap-springen**
| rang   | atleet          | prestatie |
| ------ | --------------- | --------- |
| Goud   | Wim Peters      | 14,24 m   |
| Zilver | A.E. Haverkamp  | 13,54 m   |
| Brons  | Menno Oosterhof | 13,46 m   |

### Hoogspringen
| rang   | atleet         | prestatie |
| ------ | -------------- | --------- |
| Goud   | Piet van Driel | 1,82,5 m  |
| Zilver | Wim Spanjerdt  | 1,77,5 m  |
| Brons  | A. Jansz       | 1,77,5 m  |

### Polsstokhoogspringen
| rang   | atleet      | prestatie |
| ------ | ----------- | --------- |
| Goud   | Cor Lamoree | 3,70 m    |
| Zilver | J. Verkes   | 3,70 m    |
| Brons  | H. Hoven    |           |

### Kogelstoten
| rang   | atleet             | prestatie |
| ------ | ------------------ | --------- |
| Goud   | Aad de Bruyn       | 14,59 m   |
| Zilver | Th. Oreel          | 13,77 m   |
| Brons  | Hans Houtzager sr. | 13,57 m   |

### Discuswerpen
| rang   | atleet       | prestatie |
| ------ | ------------ | --------- |
| Goud   | Aad de Bruyn | 44,80 m   |
| Zilver | N. de Graaf  | 41,86 m   |
| Brons  | W. Mess      |           |

### Speerwerpen
| rang   | atleet         | prestatie |
| ------ | -------------- | --------- |
| Goud   | Nico Lutkeveld | 60,06 m   |
| Zilver | L. Aarts       | 55,57 m   |
| Brons  | P. van Meyll   | 55,45 m   |

### Kogelslingeren
| rang   | atleet             | prestatie |
| ------ | ------------------ | --------- |
| Goud   | Hans Houtzager sr. | 49,42 m   |
| Zilver | Aad de Bruyn       | 48,70 m   |
| Brons  | J. Bamberg         | 35,92 m   |

### 1500 m snelwandelen
| rang   | atleet          | prestatie |
| ------ | --------------- | --------- |
| Goud   | Piet Engelman   | 6.25      |
| Zilver | Jac. van Kempen | 7.44      |

### 5000 m snelwandelen
| rang   | atleet            | prestatie |
| ------ | ----------------- | --------- |
| Goud   | Piet Engelman jr. | 23.00,8   |
| Zilver | H. Kuyte          | 26.46,1   |
| Brons  | Jac. van Kempen   |           |

* Dit onderdeel vond plaats op 20 augustus op de sintelbaan in Amsterdam.

** Dit onderdeel vond plaats op 13 augustus in het Olympisch Stadion in Amsterdam.
1904 · 
1908 · 
1909 · 
1910 · 
1911 · 
1912 · 
1913 · 
1914 · 
1915 · 
1917 · 
1918 · 
1919 · 
1920 · 
1921 · 
1922 · 
1923 · 
1924 · 
1925 · 
1926 · 
1927 · 
1928 · 
1929 · 
1930 · 
1931 · 
1932 · 
1933 · 
1934 · 
1935 · 
1936 · 
1937 · 
1938 · 
1939 · 
1940 · 
1941 · 
1942 · 
1943 · 
1944 · 
1946 · 
1947 · 
1948 · 
1949 · 
1950 · 
1951 · 
1952 · 
1953 · 
1954 · 
1955 · 
1956 · 
1957 · 
1958 · 
1959 · 
1960 · 
1961 · 
1962 · 
1963 · 
1964 · 
1965 · 
1966 · 
1967 · 
1968 · 
1969 · 
1970 · 
1971 · 
1972 · 
1973 · 
1974 · 
1975 · 
1976 · 
1977 · 
1978 · 
1979 · 
1980 · 
1981 · 
1982 · 
1983 · 
1984 · 
1985 · 
1986 · 
1987 · 
1988 · 
1989 · 
1990 · 
1991 · 
1992 · 
1993 · 
1994 · 
1995 · 
1996 · 
1997 · 
1998 · 
1999 · 
2000 · 
2001 · 
2002 · 
2003 · 
2004 · 
2005 · 
2006 · 
2007 · 
2008 · 
2009 · 
2010 · 
2011 · 
2012 · 
2013 · 
2014 · 
2015 · 
2016 ·
2017 ·
2018 ·
2019 ·
2020 ·
2021 ·
2022 ·
2023 ·
2024 ·
2025